# Gjovren
Gjovren (bulgariska: Гьоврен) är ett distrikt i Bulgarien.   Det ligger i kommunen Obsjtina Devin i regionen Smoljan, i den sydvästra delen av landet, 140 km sydost om huvudstaden Sofia.